# Eriogonum tenellum
Eriogonum tenellum är en slideväxtart som beskrevs av Torrey. Eriogonum tenellum ingår i släktet Eriogonum och familjen slideväxter. Utöver nominatformen finns också underarten E. t. platyphyllum.